# Лозаново (Грчка)
Лозаново (грч. Παλαίφυτο, Палефито) је насељено место у општини Пела у периферији Средишња Македонија, Грчка. Према попису из 2021. године било је 1.225 становника.
Према бугарском географу и историчару, Василу Канчову, у Лозанову је 1900. године живело 150 Турака и 120 Словена хришћана. После Балканских ратова већина Словена је напустила село. Године 1924. турско становништво је принудно исељено у Турску а на њихово место је насељен већи број грчких избегличких породица из Турске. На попису из 1928. године Лозаново је имало 816 становника, углавном Грка.